# Juvigny-sur-Seulles
Juvigny-sur-Seulles è un comune francese di 67 abitanti situato nel dipartimento del Calvados nella regione della Normandia.

## Società

### Evoluzione demografica
Abitanti censiti